# Piłatka (województwo mazowieckie)
Piłatka – wieś w Polsce położona w województwie mazowieckim, w powiecie radomskim, w gminie Iłża. Ma status sołectwa.
| SIMC    | Nazwa             | Rodzaj    |
| ------- | ----------------- | --------- |
| 0623244 | Lubianka          | część wsi |
| 0623250 | Święty Franciszek | część wsi |

Do 1 stycznia 1970 w granicach miasta Iłża. Wyłączone tereny o powierzchni 446 ha włączono do gromady Pasztowa Wola. W latach 1975–1998 miejscowość położona była w województwie radomskim.
Wierni Kościoła rzymskokatolickiego należą do parafii Wniebowzięcia Najświętszej Maryi Panny w Iłży.